# Don't Be Afraid of the Dark
Don't Be Afraid of the Dark (Brasil: Não Tenha Medo do Escuro / Portugal: Não Tenhas Medo do Escuro) é um filme de terror de 2010 escrito por Matthew Robbins e Guillermo del Toro que é um remake do telefilme de 1973 com o mesmo nome. O filme é estrelado por Katie Holmes, Guy Pearce, e Bailee Madison.

## Produção
As filmagens começaram em julho de 2009 na produção de Melbourne, na Austrália, e começou pós-produção em setembro.

## Elenco
- Bailee Madison - Sally Hurst
- Guy Pearce - Alex Hurst
- Katie Holmes - Kim Raphael
- Jack Thompson como William Harris (Sr. Harris)
- Alan Dale - Charles Jacoby
- Julia Blake - Sra. Underhill
- Garry McDonald - Emerson Blackwood
- Nicholas Bell - terapeuta
- Trudy Hellier - Evelyn Jacoby
- James Mackay - bibliotecário
- Terry Kenwrick - Bill
- Emelia Burns - fornecedora
- Eddie Ritchard - empregada
- Libby Gott - enfermeira
- Lance Drisdale - policial
- Carolyn Shakespeare-Allen - comissária de bordo
- Bruce Gleeson - motorista de buggy
- David Tocci - engenheiro
- Abbe Holmes - Joanne Hurst (voz)
- Grant Piro, Todd MacDonald, Angus Smallwood, Dylan Young e Guillermo del Toro - criaturas (voz)

## Recepção
O Metacritic, que usa uma média ponderada, atribuiu ao filme uma pontuação de 56 em 100, baseado em 35 críticos, indicando críticas "mistas ou médias".